# جیوسپه تریولینی
جیوسپه تریولینی (به ایتالیایی: Giuseppe Trivellini) بازیکن فوتبال و اهل ایتالیا است که از سال ۱۹۱۴ میلادی عضو تیم ملی فوتبال ایتالیا بوده و در ۷ بازی ملی حضور داشته‌است. او در بازی‌های ملی‌اش ۱۱ گل دریافت کرد.
جیوسپه تریولینی آخرین بازی ملی خود را در سال ۱۹۲۳ میلادی انجام داد.